# Armadillidium frontisignum
Armadillidium frontisignum är en kräftdjursart som beskrevs av Karl Wilhelm Verhoeff 1901. Armadillidium frontisignum ingår i släktet Armadillidium och familjen klotgråsuggor. Inga underarter finns listade i Catalogue of Life.